# Phyllopertha carinicollis
Phyllopertha carinicollis är en skalbaggsart som beskrevs av Ohaus 1905. Phyllopertha carinicollis ingår i släktet Phyllopertha och familjen Rutelidae. Inga underarter finns listade i Catalogue of Life.